# Flagy (Seine-et-Marne)
Flagy ist eine französische Gemeinde mit 594 Einwohnern (Stand: 1. Januar 2022) im Département Seine-et-Marne in der Region Île-de-France. Sie gehört zum Arrondissement Fontainebleau und zum Kanton Nemours.

## Geographie
Flagy liegt zehn Kilometer südlich von Montereau-Fault-Yonne.
|               | Noisy-Rudignon     |                 |
| Dormelles     | Kompass            |                 |
| Villemaréchal | Saint-Ange-le-Viel | Thoury-Férottes |

## Sehenswürdigkeiten
Siehe auch: Liste der Monuments historiques in Flagy (Seine-et-Marne)
- Kirche Mariä Himmelfahrt
- Waschhaus aus dem 19. Jahrhundert

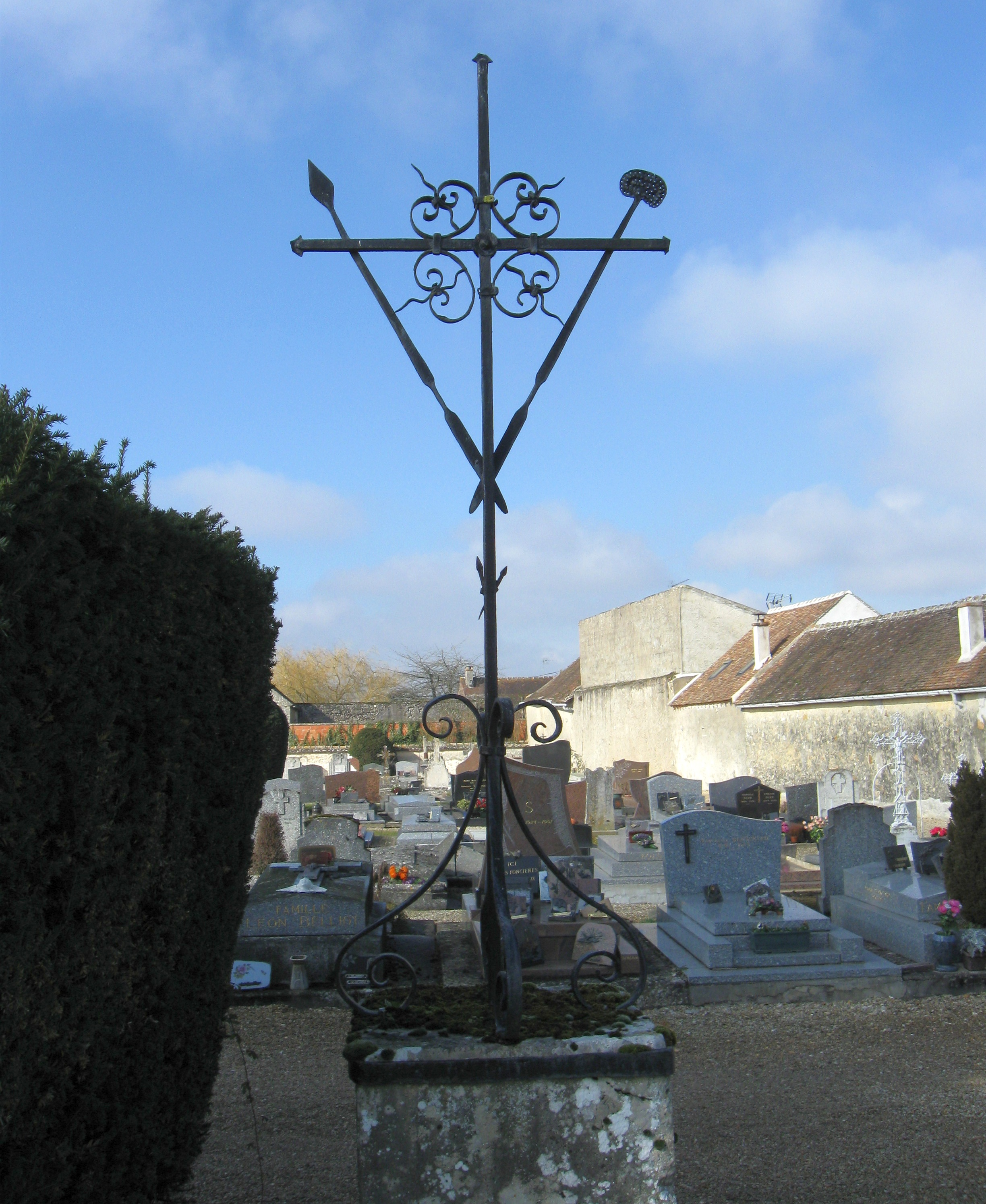
Hosianna-Kreuz
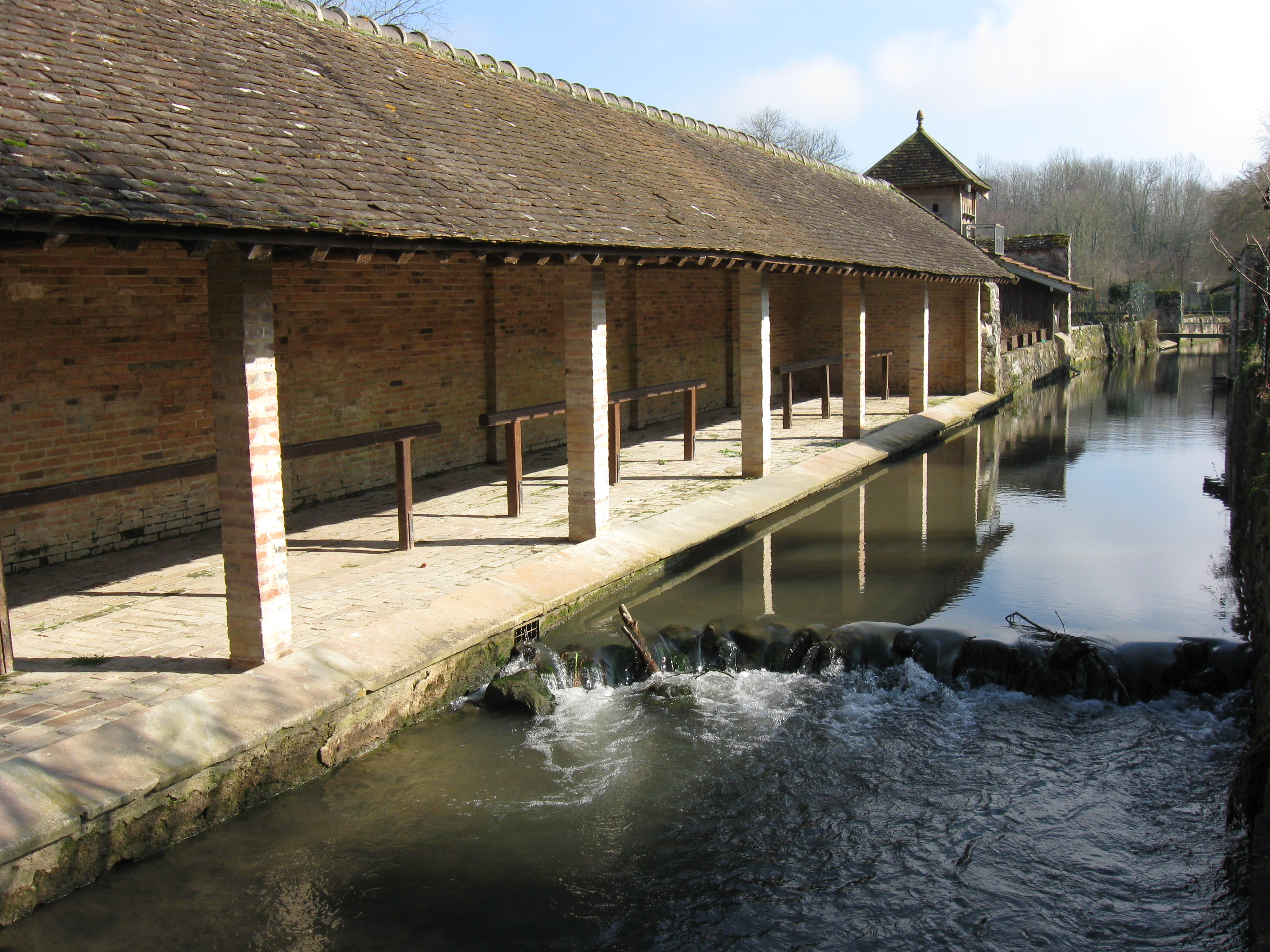
Waschhaus (Lavoir)
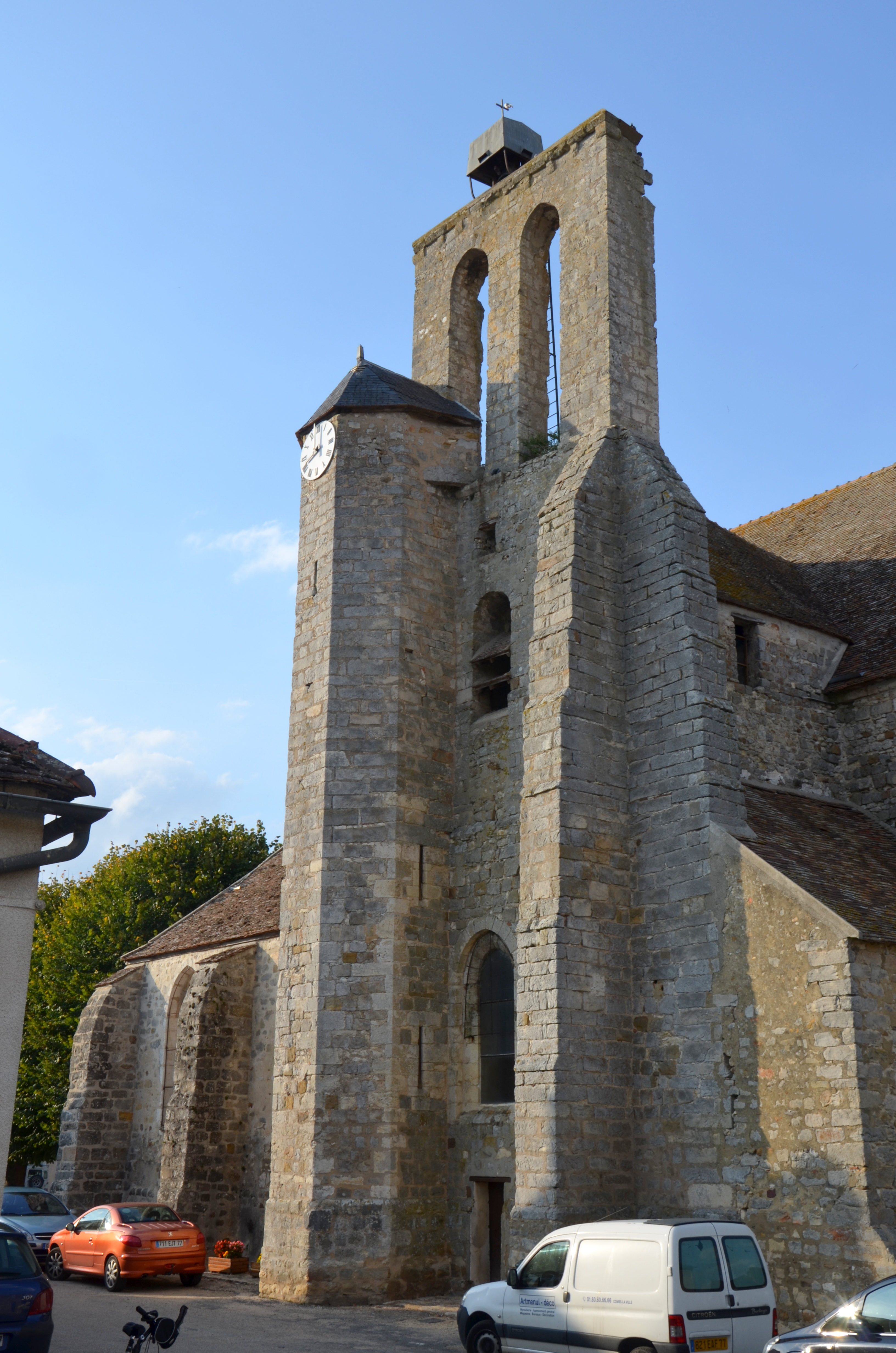
Kirche Mariä Himmelfahrt